# Бенджамін Коґо
Бенджамін Кіпкаргет Арап Коґо (англ. Benjamin Kipkurgat Arap Kogo; 30 листопада 1944 — 20 січня 2022) — кенійський легкоатлет, що спеціалізувався з бігу на 3000 метрів з перешкодами. Срібний призер Олімпійських ігор та чемпіон Всеафриканських ігор.

## Життєпис
Народився в поселенні Арвос, колишня кенійська провінція Рифт-Валлі (нині — округ Нанді).
Двічі брав участь в літніх Олімпійськиї іграх: 1964 року в Токіо (Японія) з результатом 8:51.0 посів 5-те місце у першому колі і не пройшов у фінал; 1968 року в Мехіко (Мексика) у фіналі посів друге місце з результатом 8:51.6, поступившись співвітчизнику Еймосу Бівоту.
На І Всеафриканських іграх 1965 року в Браззавілі (Республіка Конго) став чемпіоном, а на Іграх Співдружності Британської імперії 1966 року в Кінгстоні (Ямайка) посів третє місце.
Після завершення спортивної кар'єри мешкав у селищі Кабірсанг, займався розведенням великої рогатої худоби і вирощуванням чаю..
Пішов з життя, маючи 77 років.